# CR332 (Luxemburg)
De CR332 (Chemin Repris 332) is een verkeersroute in Luxemburg tussen Clervaux (N18) en de Belgische grens bij Troine waar de route over gaat in de Belgische (N868). De route heeft een lengte van ongeveer 15 kilometer.

## Routeverloop
De route begint in Clervaux op de kruising met de N18 ter hoogte van het treinstation. De route gaat vervolgens richting het westen richting Eselborn. In Eselborn heeft de route de afslagen van de CR332b, CR332c en CR332d. Vervolgens gaat de route richting het noordwesten naar Lentzweiler en niet rechtstreeks naar Doennange. Bij Lentzweiler heeft de route via twee verbindingswegen verbinding met de N18, waarna de CR332 naar het zuidwesten richting Doennange gaat. Vervolgens verloopt de route via Wincrange en Troine naar de Belgische grens, waar de route over gaat in de Belgische N868 richting Houffalize.

## Plaatsen langs de CR332
- Clervaux
- Eselborn
- Lentzweiler
- Deiffelt
- Doennange
- Lullange
- Boevange
- Wincrange
- Troine

## CR332a
De CR332a is een verbindingsweg in Lentzweiler. De route van ongeveer 180 meter verbindt de CR332 met de N18.

## CR332b
De CR33b is een verbindingsweg tussen Eselborn en Weicherdange. De route met een lengte van ongeveer 4 kilometer verbindt de CR332 met de CR327.

## CR332c
De CR332c is een aftakkingsroute in Eselborn. De ongeveer 1,4 kilometer lange route verbindt de CR332 met het Abdij van Sint-Maurice en Sint-Maur in Clervaux.

## CR332d
De CR332d is een aftakkingsweg in Eselborn. De ongeveer 600 meter lange route verbindt de CR332 met een golfterrein.

## CR332e
De CR332e is een verbindingsweg in Lentzweiler. De ongeveer 140 meter lange route verbindt de CR332 met de N18 en de CR373a.
CR101 ·
CR102 ·
CR103 ·
CR104 ·
CR105 ·
CR106 ·
CR107 ·
CR108 ·
CR109 ·
CR110 ·
CR111 ·
CR112 ·
CR113 ·
CR114 ·
CR115 ·
CR116 ·
CR117 ·
CR118 ·
CR119 ·
CR120 ·
CR121 ·
CR122 ·
CR123 ·
CR124 ·
CR125 ·
CR126 ·
CR127 ·
CR128 ·
CR129 ·
CR130 ·
CR131 ·
CR132 ·
CR133 ·
CR134 ·
CR135 ·
CR136 ·
CR137 ·
CR138 ·
CR139 ·
CR140 ·
CR141 ·
CR142 ·
CR143 ·
CR144 ·
CR145 ·
CR146 ·
CR147 ·
CR148 ·
CR149 ·
CR150 ·
CR151 ·
CR152 ·
CR153 ·
CR154 ·
CR155 ·
CR156 ·
CR157 ·
CR158 ·
CR159 ·
CR160 ·
CR161 ·
CR162 ·
CR163 ·
CR164 ·
CR165 ·
CR166 ·
CR167 ·
CR168 ·
CR169 ·
CR170 ·
CR171 ·
CR172 ·
CR173 ·
CR174 ·
CR175 ·
CR176 ·
CR177 ·
CR178 ·
CR179 ·
CR180 ·
CR181 ·
CR182 ·
CR183 ·
CR184 ·
CR185 ·
CR186 ·
CR187 ·
CR188 ·
CR189 ·
CR190
CR200 ·
CR201 ·
CR202 ·
CR203 ·
CR204 ·
CR205 ·
CR206 ·
CR207 ·
CR208 ·
CR210 ·
CR211 ·
CR212 ·
CR213 ·
CR215 ·
CR216 ·
CR217 ·
CR218 ·
CR219 ·
CR220 ·
CR221 ·
CR222 ·
CR223 ·
CR224 ·
CR225 ·
CR226 ·
CR227 ·
CR228 ·
CR229 ·
CR230 ·
CR231 ·
CR232 ·
CR233 ·
CR234
CR301 ·
CR302 ·
CR303 ·
CR304 ·
CR305 ·
CR306 ·
CR307 ·
CR308 ·
CR309 ·
CR310 ·
CR311 ·
CR312 ·
CR313 ·
CR314 ·
CR315 ·
CR316 ·
CR317 ·
CR318 ·
CR319 ·
CR320 ·
CR321 ·
CR322 ·
CR323 ·
CR324 ·
CR325 ·
CR326 ·
CR327 ·
CR328 ·
CR329 ·
CR330 ·
CR331 ·
CR332 ·
CR333 ·
CR334 ·
CR335 ·
CR336 ·
CR337 ·
CR338 ·
CR339 ·
CR340 ·
CR341 ·
CR342 ·
CR343 ·
CR344 ·
CR345 ·
CR346 ·
CR347 ·
CR348 ·
CR349 ·
CR350 ·
CR351 ·
CR352 ·
CR353 ·
CR354 ·
CR355 ·
CR356 ·
CR357 ·
CR358 ·
CR359 ·
CR360 ·
CR361 ·
CR362 ·
CR364 ·
CR365 ·
CR366 ·
CR367 ·
CR368 ·
CR369 ·
CR370 ·
CR371 ·
CR372 ·
CR373 ·
CR374 ·
CR375 ·
CR376 ·
CR377 ·
CR378 ·
CR379
Routes die cursief vermeld staan, zijn voormalige routes.